# Kristian Thorstvedt
Kristian Thorstvedt (ur. 13 marca 1999 w Stavanger) – norweski piłkarz grający na pozycji ofensywnego pomocnika. Jest synem byłego reprezentanta Norwegii, Erika Thorstvedta.

## Kariera klubowa
Swoją karierę piłkarską Thorstvedt rozpoczął w klubie Viking FK. Następnie w 2013 roku podjął treningi w Stabæk Fotball. W latach 2016–2017 grał w rezerwach tego klubu. W 2018 roku wrócił do Vikinga. 10 kwietnia 2018 zadebiutował w nim w 1. divisjon w przegranym 0:2 domowym meczu z Mjøndalen IF. W 2018 roku awansował z Vikingiem do Eliteserien. W 2019 roku zdobył z nim Puchar Norwegii.
3 stycznia 2020 roku Thorstvedt przeszedł do belgijskiego KRC Genk za 1,5 miliona euro. 19 stycznia 2020 zaliczył w nim debiut ligowy w wygranym 3:0 wyjazdowym meczu z SV Zulte Waregem. W sezonie 2020/2021 wywalczył z Genkiem wicemistrzostwo Belgii oraz Puchar Belgii.
| Sezon   | Klub             | Kraj     | Rozgrywki       | Mecze | Gole |
| ------- | ---------------- | -------- | --------------- | ----- | ---- |
| 2016    | Stabæk Fotball 2 | Norwegia | 2. divisjon     | 1     | 0    |
| 2017    | Stabæk Fotball 2 | Norwegia | 3. divisjon     | 20    | 5    |
| 2018    | Viking FK        | Norwegia | 1. divisjon     | 24    | 9    |
| 2019    | Viking FK        | Norwegia | Eliteserien     | 26    | 10   |
| 2019/20 | KRC Genk         | Belgia   | Eerste klasse A | 27    | 8    |
| 2020/21 | KRC Genk         | Belgia   | Eerste klasse A | 30    | 7    |

## Kariera reprezentacyjna
Thorstvedt występował w młodzieżowych reprezentacjach Norwegii na różnych szczeblach wiekowych: U-19, U-20 i U-21. W 2019 roku wystąpił z kadrą U-20 na Mistrzostwach Świata U-20. W reprezentacji Norwegii zadebiutował 18 listopada 2020 roku w zremisowanym 1:1 meczu Ligi Narodów 2020/2021 z Austrią, rozegranym w Wiedniu, gdy w 67. minucie zmienił Matsa Møllera Dæhliego.